# Photoscotosia obliquisignata
Photoscotosia obliquisignata là một loài bướm đêm trong họ Geometridae.